# (1331) Solvejg
(1331) Solvejg – planetoida z pasa głównego asteroid okrążająca Słońce w ciągu 5 lat i 172 dni w średniej odległości 3,1 au. Została odkryta 25 sierpnia 1933 roku w Obserwatorium Simejiz na górze Koszka na Półwyspie Krymskim przez Grigorija Nieujmina. Nazwa planetoidy pochodzi od Solvejgi, bohaterki dramatu Peer Gynt Henrika Ibsena. Przed nadaniem nazwy planetoida nosiła oznaczenie tymczasowe (1331) 1933 QS.